# Ivanšćica
Ivanšćica, auch Ivanščica oder Ivančica, ist der höchste Berg im nordwestlichen Kroatien. Der Berg liegt im Kroatischen Hochland in der Gespanschaft Varaždin. Der Nordhang, der sich zum Tal der Bednja hin herabsenkt, hat alpinen Charakter.
Auf Höhe von 1054 m befindet sich die Berghütte Pasarićeva kuća. In vor-osmanischer und osmanischer Zeit befanden sich wegen der strategischen Bedeutung einige Festungen in der Nähe des Bergs.